# لانگنهاگن
شهر لانگنهاگن (به آلمانی: Langenhagen) در ایالت نیدرزاکسن در کشور آلمان واقع شده‌است.

## نگارخانه

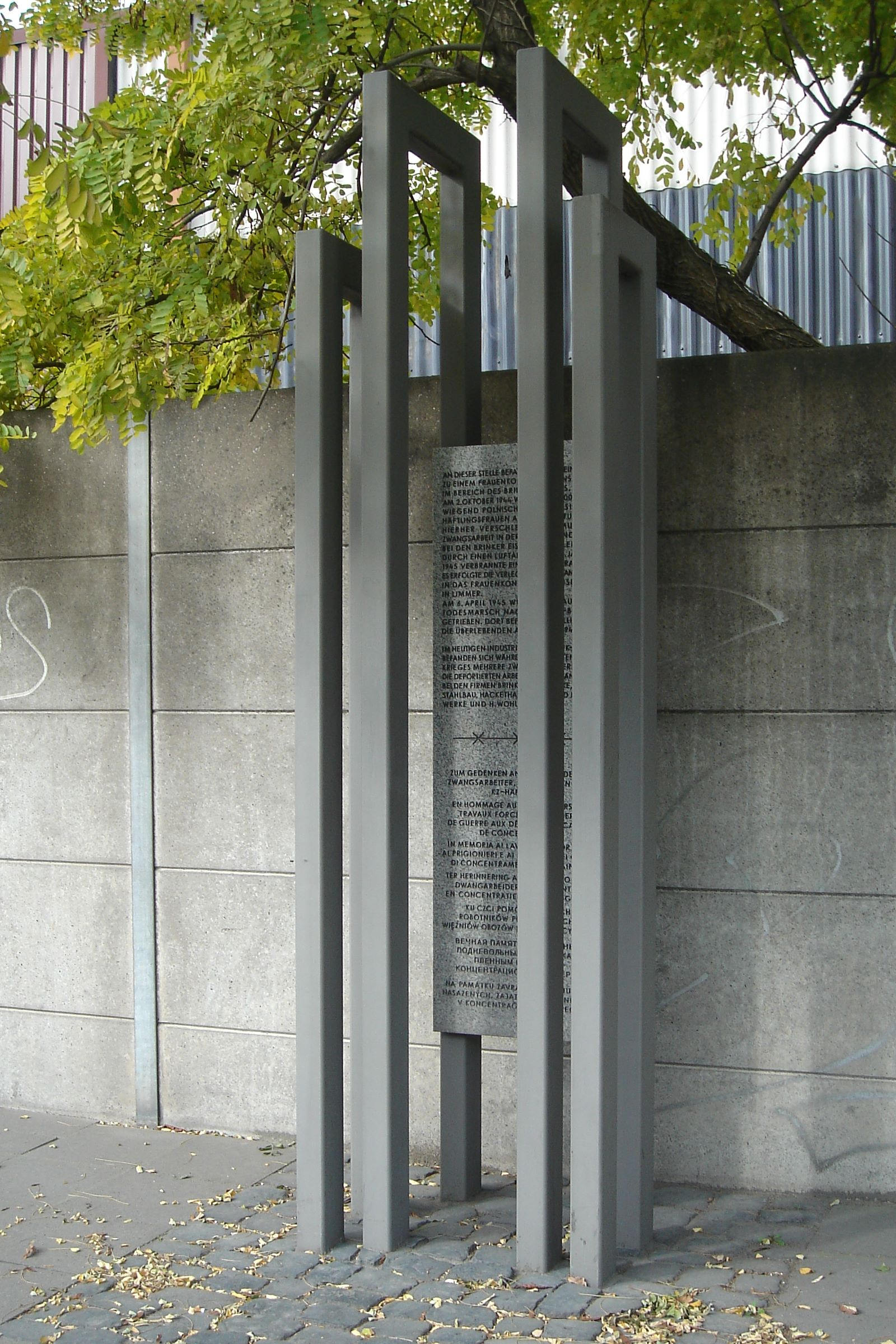